# 村主章枝
村主章枝（1980年12月31日—），日本花样滑冰运动员，出生于日本千叶县千叶市。村主章枝的父亲是一位在阿拉斯加工作的飞行员，她在那里开始学习滑冰。她的妹妹也是一位花样滑冰运动员。她在1997年世锦赛首次上场比赛。畢業於早稻田大學教育學部。

## 主要成绩
- 2002年冬奥会第五名
- 2002年世锦赛季军
- 2003年世锦赛季军，四大洲花样滑冰锦标赛冠军
- 2005年四大洲花样滑冰锦标赛冠军
- 2006年冬奥会第四名，世锦赛亚军

个人最好成绩
- 短节目: 62.12（2006年世锦赛）
- 自由滑: 120.06（ISU Grand Prix Final 2004）
- 总成绩: 182.08（ISU Grand Prix Final 2004）